# ОШ „Бранко Радичевић” Уљма
ОШ „Бранко Радичевић” једна је од основних школа у Вршцу. Налази се у Уљми у улици Трг ослобођења 3. Назив је добила по српском романтичарском песнику Бранку Радичевићу. 

## Историјат
Године 1772. је основана вероисповедна српска школа у Уљми. До 1878. је радио по један до два учитеља, а онда се број учитеља и ученика из године у годину повећао. До завршетка Првог светског рата настава је извођена на мађарском језику са шест разреда. Од 1918. се настава изводила само на тадашњем српскохрватском језику. Године 1946. је отворена прогимназија која касније обухвата основну школу и непотпуну гимназију. Јединствена школа Осмољетка се ствара 1950. године, а почетком 1958. добија данашњи назив Осмогодишња школа „Бранко Радичевић”. Почетком 1959. се број ученика нагло повећао јер су овој школи припојени виши разреди из Влајковца, а 1962. и из Шушаре као подручно одељење. Новембра 1963. је завршена и званично отворена нова школска зграда и основане су бројне секције међу којима су фото секција, групе, ученичке организације и извиђачки одред. Године 1972. и 1976. су добили Октобарску награду Вршца, а 1979. награду „25 мај” за изванредне заслуге у васпитању и образовању Скупштине СР Србије. Укупно 527 ученика распоређених у двадесет и седам одељења је уписано на два наставна језика 2008—2009. Садрже издвојена одељења у Влајковцу где се настава изводи на српском и румунском језику, у Ритишеву на румунском и у Шушари на српском језику. Припремни предшколски програм у забавишту се одвија при школама са укупно три васпитачице. Данас у свом саставу имају укупно двадесет и седам одељења, од тога двадесет и два одељења од првог до четвртог разреда и осам од петом до осмог разреда. Матична школа у Уљми у свом саставу има шеснаест одељења, осам одељења су од првог до четвртог разреда и осам од петог до осмог. Имају педесет и четири радника од чега је четрдесет наставника непосредно ангажовано у настави, педагога и директора.

## Догађаји
Догађаји Основне школе „Бранко Радичевић”:
- Савиндан
- Дан школе
- Дан планете Земље
- Међународни дан жена
- Дечја недеља
- Фестивал науке
- Пројекат „Моје село”